# Castéra-Loubix
Castéra-Loubix es una comuna francesa de la región de Aquitania en el departamento de Pirineos Atlánticos. 
Localizada a 25 km al este de la ciudad de Pau, Castéra-Loubix se sitúa en la ribera del río Louet, un afluente del Adur. 

## Demografía
| 55 | 57 | 53 | 48 | 43 | 50 |
| Para los censos de 1962 a 1999 la población legal corresponde a la población sin duplicidades (Fuente: INSEE [Consultar]) |    |    |    |    |    |